# Zachodnia Dywizja Strzelców
Zachodnia Dywizja Strzelców Polskich – dywizja Armii Czerwonej złożona z Polaków, uczestniczyła w wojnie domowej w Rosji i w wojnie polsko-radzieckiej.

## Historia
Utworzona została 15 października 1918 w Rosji Sowieckiej. Sformowana przez rozwinięcie istniejącego wcześniej Rewolucyjnego Czerwonego Pułku Warszawskiego zatwierdzona na podstawie dekretu nr 115 Rewolucyjnej Rady Wojennej RFSRR  z 15 października 1918.
Dywizję utworzono z Polaków służących do tej pory w różnych jednostkach Armii Czerwonej. Okres szkolenia przeszła w Moskwie. W latach 1918–1920 jej żołnierze walczyli na Froncie Południowym przeciw Kozakom atamana Piotra Krasnowa, następnie z wojskami Amii Ochotniczej generała Antona Denikina i Piotra Wrangla.
Pod koniec 1918 została skierowana na granicę zachodnią Rosji, w celu wzięcia udziału w zajmowaniu obszaru Ober-Ostu przez bolszewików po uznaniu przez Radę Komisarzy Ludowych RFSRR po rozejmie w Compiègne (11 listopada 1918) traktatu brzeskiego za nieistniejący.
Pierwszym dowódcą dywizji był Stefan Żbikowski, który później został zastąpiony przez Romana Łągwę. Komisarzami politycznymi byli Adam Sławiński i Stanisław Bobiński.
Dywizja liczyła około 8 tysięcy żołnierzy i oficerów, dzieliła się na trzy brygady, a te z kolei na pułki, posiadała również własną artylerię.
Wchodziła w skład radzieckiej Armii Zachodniej, a następnie w skład Armii Litewsko-Białoruskiej, przekształconej w czerwcu 1919 w 16 Armię.
Prowadząc działania bojowe w składzie Armii Zachodniej 5 stycznia 1919 roku zdobyła Wilno. Wiosną na Froncie Litewsko-Białoruskim walczyła, m.in. pod Baranowiczami przeciw oddziałom Wojska Polskiego dowodzonym przez generała Stanisława Szeptyckiego, ponosząc wysokie straty.
9 czerwca 1919 została przemianowana na 52 Dywizję Strzelców i bezpowrotnie przestała istnieć jako polska formacja wojskowa – uzupełniona Rosjanami, Białorusinami i Ukraińcami utraciła swój polski charakter.

## Dowództwo dywizji
Dowódcy:
- Stefan Żbikowski
- Roman Łągwa

Komisarze polityczni:
- Adam Sławiński
- Stanisław Bobiński

## Struktura organizacyjna
Skład dywizji ulegał zmianom:
- I Brygada Strzelców
  - Rewolucyjny Czerwony Pułk Warszawski (od grudnia 1918 pn. Warszawski Pułk Zachodniej Dywizji Strzeleckiej)
  - 3 Rewolucyjny Pułk Siedlecki (do listopada 1918)
  - 2 Rewolucyjny Pułk Lubelski (od 11 listopada 1918)
  - 1 Warszawski Pułk Czerwonych Huzarów
  - I dywizjon artylerii lekkiej
- II Brygada Strzelców
  - 2 Rewolucyjny Pułk Lubelski (do 11 listopada 1918)
  - 3 Rewolucyjny Pułk Siedlecki (od listopada 1918)
  - 4 Rewolucyjny Pułk Warszawski
  - Mazowiecki Pułk Czerwonych Ułanów
  - II dywizjon artylerii lekkiej
- III Brygada Strzelców
  - 5 Rewolucyjny Pułk Wileński
  - 6 Rewolucyjny Pułk Grodzieński
  - 1 Warszawski Pułk Czerwonych Huzarów (źródła nie w pełni potwierdzone[2])
  - III dywizjon artylerii
- oddział zwiadowców konnych
- batalion łączności
- batalion inżynieryjny
- park samochodowy
- grupa lotnicza
- szpital polowy
- oddział sanitarny
- oddział weterynaryjny.

## Jednostki związane z ZachDS
W Armii Czerwonej, poza Zachodnią Dywizją Strzelców, znajdowały się także inne polskie jednostki:
- Polska Rota Rewolucyjna w Irkucku
- Polski Oddział Zbiorczy w Usmaniu
- Polski Oddział Straży Kolejowej w Pietrozawodsku
- Polski Oddział Straży Kolejowej w Woroneżu
- Batalion Polski im. Józefa Mireckiego w Orle
- Drużyna Polska w Odessie
- Rewolucyjny Batalion w Mińsku Białoruskim
- Drużyna Bojowa w Saratowie